# Personnages de la série télévisée Dexter

Logo original de la série

Cet article présente les personnages de la série télévisée américaine Dexter.

## Personnages principaux
Sont considérés comme personnages principaux ceux qui sont mentionnés dans le générique du feuilleton lors des saisons indiquées (crédités en tant que vedettes).
| Personnage | Acteur / actrice   | Saison dans laquelle le personnage est principal | Saison dans laquelle le personnage est secondaire | Version française          |
| --- | ------------------ | ------------------------------------------------ | ------------------------------------------------- | -------------------------- |
| Dexter Morgan | Michael C. Hall    | 1 à 8                                            |                                                   | Patrick Mancini            |
| Héros de ces aventures et expert sanguin à la police de Miami. |                    |                                                  |                                                   |                            |
| Rita Bennett | Julie Benz         | 1 à 4                                            | 5 (1 épisode)                                     | Anneliese Fromont de Vitis |
| Petite amie de Dexter puis sa femme dès la saison 3, mère d'Astor et Cody et employée dans un hôtel de Miami. Assassinée par Trinité à la fin de la saison 4.                              |                    |                                                  |                                                   |                            |
| Debra Morgan | Jennifer Carpenter | 1 à 8                                            |                                                   | Stéphanie Hédin            |
| Sœur de Dexter, fille de Harry Morgan et officier à la police de Miami. À la fin de la saison 8, elle se retrouve dans un état végétatif. Dexter décide de la débrancher, causant sa mort. |                    |                                                  |                                                   |                            |
| Maria LaGuerta | Lauren Vélez       | 1 à 7                                            |                                                   | Marie Vincent              |
| Lieutenant à la police de Miami. Elle est tuée par Debra à la fin de la saison 7. |                    |                                                  |                                                   |                            |
| Angel Batista | David Zayas        | 1 à 8                                            |                                                   | Enrique Carballido         |
| Sergent de la Miami Metro et grand ami de Dexter. |                    |                                                  |                                                   |                            |
| Harry Morgan | James Remar        | 1 à 8                                            |                                                   | Patrice Baudrier           |
| Agent de la Police de Miami, père de Debra et père adoptif de Dexter. Il se suicide par peur d'avoir fait de Dexter, un monstre impitoyable.                                               |                    |                                                  |                                                   |                            |
| James Doakes | Erik King          | 1 et 2                                           | 7 (1 épisode)                                     | Patrick Bonnel             |
| Inspecteur à la Police de Miami et ennemi juré de Dexter. Il est assassiné par Lila Tournay.                                                                                               |                    |                                                  |                                                   |                            |
| Vincent "Vince" Masuka | C.S. Lee           | 2 à 8                                            | 1                                                 | Pierre Val                 |
| Médecin légiste et collègue de Dexter chez les scientifiques. Il est également un obsédé sexuel notoire, et fait toujours des phrases à forte connotation, ce qui exaspère son entourage.  |                    |                                                  |                                                   |                            |
| Joseph "Joey" Quinn | Desmond Harrington | 4 à 8                                            | 3                                                 | Stéphane Fourreau          |
| Policier transféré à la section des homicides après avoir été aux stupéfiants. |                    |                                                  |                                                   |                            |
| Jamie Batista | Aimee Garcia       | 8                                                | 6 et 7                                            | Cécile d'Orlando           |
| Baby-sitter d'Harrison et sœur d'Angel Batista. |                    |                                                  |                                                   |                            |
| Thomas "Tom" Matthews | Geoff Pierson      | 8                                                | 1 et 2 puis 4 à 7                                 | Jean Barney                |
| Commissaire de police à Miami et ami de Harry Morgan. |                    |                                                  |                                                   |                            |

## Personnages récurrents
Les personnages suivants apparaissent dans la série de manière plus ou moins récurrente (crédités en tant que covedettes ou invités vedettes).

### Jamie Batista
Jamie Batista, interprétée par Aimee Garcia, est la sœur d'Angel Batista et étudie la psychologie. Jamie deviendra lors de son arrivée en Floride la nouvelle nourrice d'Harrison le fils de Dexter. 
Lors de la saison 6, Jamie a du mal avec Deb, la sœur de Dexter car elle trouve que son comportement n'est pas adapté pour Harrison. Jamie se rapprochera finalement de Deb. Jamie rencontrera Louis, un assistant de Masuka avec qui elle entamera une relation. 
Au début de la saison 7, Jamie découvre grâce à Dexter que son petit-ami geek la trompe avec des prostitués. Blessée et triste, elle rompra avec lui. Elle finira au cours de cette saison par sortir avec Joey Quinn. 
Dans la saison 8, Jamie emménage chez Quinn et l'encourage à devenir sergent. Jamie sera jalouse de l'affection de Joey pour Deb mais comprendra que malgré cette complicité il l'aime vraiment. Jamie se voit offrir une belle opportunité professionnelle mais refuse pour rester avec Quinn. Jamie tentera de mettre en couple son amie Cassie avec Dexter, en vain. Elle sera dévastée en découvrant la mort de celle-ci et plus tard, par l'état de Débra.

### Frank Lundy
Frank Lundy, interprété par Keith Carradine, est un agent spécial du FBI, venu à Miami pour enquêter sur le Boucher de Bay Harbor.
Remarquant son talent, Dexter craint beaucoup pour sa liberté. Debra Morgan et lui ont eu une liaison, interrompue aussi brutalement que l'affaire.
Il revient à Miami une fois à la retraite pour enquêter sur une vieille affaire que personne au FBI ne prenait au sérieux : le Tueur de la Trinité, qui sévit depuis une quinzaine d'années mais Dexter découvre rapidement que la série remonterait à plus de trente ans. Rapidement, Debra et lui couchent ensemble, alors qu'elle fréquentait Anton. Mais le bonheur sera de courte durée : Debra prendra une balle dans le dos, et Frank sera abattu à son tour, mourant sous les yeux de cette dernière, impuissante.
En hommage, Debra reprendra le dossier, et démasquera le tireur : Christine Hill, une journaliste qui est la fille illégitime du Tueur de la Trinité.

### Paul Bennett
Paul Bennett (interprété par Mark Pellegrino) est un homme drogué et impulsif. Il était marié avec Rita Bennett et a eu avec cette dernière deux enfants : Astor et Cody. Mais l'agent Debra Morgan ayant découvert qu'il possédait des substances illicites et qu'il battait sa femme, l'arrête. Quand il sort de prison, il se rend compte que Rita (dont il n'a pas encore divorcé) a un nouveau petit copain : Dexter Morgan. Furieux, il tente de récupérer sa femme et ses enfants tout en recourant à la violence et aux menaces. Mais il se laisse piéger par Dexter qui lui injecte une dose de drogue. La police retrouve Paul avec de l'héroïne dans le sang et il est de nouveau envoyé en prison. Il meurt en prison après une bagarre avec un autre détenu.

### Astor Bennett
Astor Bennett (interprétée par Christina Robinson) est la fille de Rita et de Paul Bennett. Son frère cadet est Cody Bennett. C'est une écolière introvertie qui cache ses sentiments et se soucie du bien-être de sa famille. Elle est indifférente à l'égard de Dexter, mais lorsque Paul meurt, elle considère l'expert sanguin comme son propre père. Elle échappe à une tentative d'assassinat de Lila Tournay et est sauvée avec son frère par Dexter. Après la mort de sa mère, elle va vivre avec Cody chez ses grands parents.

### Cody Bennett
Cody Bennett (interprété par Daniel Goldman lors de la première saison puis par Preston Bailey) est le fils de Rita et Paul Bennett. Sa sœur aînée est Astor Bennett. C'est un garçon très enthousiaste et très ouvert. À la mort de son père, il se rapproche considérablement de Dexter. Dans la deuxième saison, il est sauvé, avec Astor, des griffes de Lila Tournay par Dexter dans l'appartement de l'artiste déchue. Après la mort de sa mère, il ira vivre avec Astor chez ses grands parents.

### Harrison Morgan
Harrison Morgan (interprété par Jadon Wells, saison 8  et Jack Alcott lors de la saison 9) est le fils que Dexter a eu avec Rita, sa femme. À la mort de celle-ci, Dexter retrouve son fils dans un bain de sang.

### Camilla Figg
Camilla Figg était une amie du père adoptif de Dexter Morgan. Camilla est proche de Dexter et celui-ci lui rapporte souvent des gâteaux à son bureau. Après que Harry Morgan a découvert Dexter dans le conteneur, il demanda à Camilla d'effacer le dossier concernant Dexter, cachant à ce dernier la vérité sur son frère. Camilla finira des années plus tard par révéler la vérité à Dexter lors de l’enquête sur le tueur de glace.
Dans la saison 2, Camilla préviendra Dexter que l'inspecteur Doakes lui a demandé le dossier de Laura Moser et qu'elle ne pourra pas longtemps lui empêcher l'accès par peur de perdre son travail.
Dans la saison 3, Camilla est en phase terminale d'un cancer. Souffrant trop intensément, elle demanda à Dexter de la tuer. Elle lui avait fait une autre demande auparavant: celle de lui trouver la parfaite tarte au citron vert. Le jour où Dexter décide de tuer Camilla, il injecte dans la tarte un poison. Camilla décède quelques minutes après avoir mangé la tarte. Avant qu'elle ne meure Dexter lui avoue qu'il a tué son frère et celle-ci lui dit qu'il a bien fait.

### Frances
Frances, qui est Afro-Américaine, remplace Camilla Figg aux archives après sa mort. Elle apparaît de façon récurrente à partir du 5e épisode de la saison 2 jusqu'au 9e épisode de la saison 5. Elle semble proche de Debra Morgan et recherchera pour elle dans les archives l'indic avec laquelle Harry Morgan le père de Deb avait eu une relation extra-conjugale. Deb et Dexter lui demandent souvent de l'aide.

### Tom Matthews
Tom Matthews (interprété par Geoff Pierson) est le commissaire de police de Miami. Il était aussi un ami de Harry Morgan. C'est lui qui apprend à Dexter que son père adoptif s'est suicidé.
Alors que sa carrière devait s'arrêter lors de la saison 7, il reprend du service dans la saison 8. Son personnage passe même au statut de principal.

### Doris Morgan
Doris Morgan était la femme de Harry, et la mère de Debra. On sait peu de choses sur elle, sauf qu'elle est morte d'un cancer qui l'a énormément fait souffrir.
Elle a émis des doutes sur Dexter lorsqu'il était enfant, et en a fait part à son mari, exigeant qu'il voie un spécialiste. Cette tentative est contrée par Harry qui explique à Dexter les ficelles pour passer l'entretien du psychologue sans se faire repérer.

### Laura Moser
Laura Moser (interprétée par Sage Kirkpatrick) est la mère du héros de la série Dexter Morgan, et de son frère Brian “Biney” Moser. C'est une femme ayant des relations avec une entreprise de trafiquants de drogue. Elle avait décidé de quitter le gang lorsque Harry Morgan, agent de la police de Miami, lui proposa de travailler pour les autorités en donnant des informations sur l'organisation. Elle accepta, et, de plus, elle et Harry eurent une relation. Mais lors d'une opération, Santos Jimenez, un trafiquant, découvrit que Laura était une taupe et la massacra avec une tronçonneuse devant ses deux enfants dont le plus jeune était âgé de trois ans. Rongé par la culpabilité, pour avoir entraîné Laura dans cette affaire, Harry adopta Dexter. Les deux enfants de Laura auront le destin que l'on connaît : traumatisés par la mort de leur mère, ils deviendront tous les deux des tueurs en série.

### Gail Brandon
Gail Brandon est la mère de Rita Bennett. Gail et Rita ont entretenu des relations tendues au fil des années. D'une part parce que Gail est autant stricte dans sa vie privée (elle est institutrice) que dans sa vie personnelle. Elle coupera un moment les ponts avec Rita car cette dernière s'est mariée avec Paul Bennett (un mari drogué et violent). Plus tard, Gail verra aussi clair sur la vraie personnalité de Dexter ce qui entrainera une nouvelle fois de vives tensions entre Rita et elle.

### Anton Briggs
Anton Briggs est un indicateur de la police, qui fut coincé par Quinn auparavant. Ayant passé un accord tous les deux, Anton donne des informations à la police pour certaines enquêtes, y compris une que mène Debra Morgan, jusqu'à leur rapprochement soudain. Anton se fera kidnapper par George King, l'écorcheur et Debra Morgan le sauvera in extremis.
Anton et Debra ont une relation assez stable et heureuse, jusqu'à ce que Frank Lundy réapparaisse dans la vie de la jeune femme. Elle rompra avec Anton peu après la mort de Lundy.

### Mike Anderson
Le lieutenant Mike Anderson (interprété par Billy Brown) est le remplaçant choisi par Debra Morgan lorsqu'elle est promue au rang de lieutenant afin de la remplacer au poste d'inspecteur dans la saison 6. Il vient de Chicago. Il est très différent, beaucoup plus formel que le reste de la brigade et n'hésite pas à reprendre Debra sur sa manière de gérer la criminelle. Il s'avère assez efficace concernant l'enquête du tueur du Jugement Dernier, mais sera tué par Viktor Baskov lors du premier épisode de la saison suivante.

### Louis Greene
Louis Greene (interprété par Josh Cooke) est le nouvel assistant de Masuka dans la saison 6, après le départ de Ryan Chambers (Brea Grant). C'est lui qui a acheté le bras en plastique que le tueur de glace avait laissé à Dexter. Fasciné par Dexter, il essaye de sympathiser avec ce dernier, cependant, celui-ci ne s'intéresse pas à lui. Chose qui va lui coûter cher dans la saison suivante, car le jeune homme n'est pas très équilibré, et décide de compliquer la vie de Dexter. Dexter finit donc par réagir; il lui fait perdre son emploi en envoyant anonymement le bras en plastique à Masuka, et brise sa relation avec Jamie en s'arrangeant pour que celle-ci tombe sur une vidéo de lui avec une prostituée. Louis va tenter de couler son bateau pour se venger, mais Isaac, le tueur en série de la saison suivante, va lui tomber dessus, c'est ainsi qu'il remonte jusqu'à Dexter lui-même. Louis sera abattu sur le bateau de Dexter par Isaac.

### Personnages récurrents de la saison 1

#### Rudy Cooper (Brian Moser)
Rudy Cooper (interprété par Christian Camargo) est prothésiste à l’hôpital de Miami où il rencontre Debra Morgan qui enquête sur le Tueur de Glace. Après quelques rendez-vous, ils commencent à entretenir une relation et Rudy rencontre Dexter pour qui il éprouve une étrange sympathie.
En réalité, Rudy Cooper s’appelle Brian Moser et n’est autre que le frère aîné de Dexter. Tous deux sont étroitement liés car ils ont assisté à la mort de leur mère Laura Moser dans un conteneur, découpée à la tronçonneuse par des trafiquants de drogue. Depuis ce jour-là, alors que Dexter était recueilli par Harry Morgan, Brian, lui, n’a pas eu cette chance et a multiplié les séjours en hôpital psychiatrique. En grandissant, il arrive à faire croire qu’il est guéri et change d’identité. C’est à partir de ce moment qu’il commence à tuer des prostituées innocentes qu’il découpe en morceaux et vide de leur sang. Pour ce faire, il possède dans son appartement une chambre froide où il tue et conserve les corps avant de les exposer sur les lieux où son frère cadet a passé son enfance avec sa famille adoptive.
Bien sûr, il sait qui est Dexter et qu’il a lui aussi un passager noir. Il se sert donc de Debra pour l’approcher, malheureusement pour lui, son frère ne sait pas qui il est et n’est pas très bavard. Alors que l’inspecteur Angel Batista avance dans l’enquête et se rapproche de son secret, il tente de l’éliminer mais sans succès et c’est à ce moment-là que Dexter s’aperçoit qu’il est le Tueur de Glace (Rudy a été blessé à la lèvre par Angel). Il décide donc de kidnapper Debra lui faisant croire à une demande en mariage sur un bateau et prépare sa mise à mort quand son frère intervient, lui disant qu’il a découvert son secret. Après une brève discussion, Brian lui demande de tuer Debra qui, elle, n’est pas de sa vraie famille mais il refuse et la police arrive.
Dexter lui tendra finalement un piège en sachant qu’il reviendrait pour tuer Debra qui vit alors chez son frère. Il l’endort alors que Brian pense tuer Debra qui est en fait encore à l’hôpital. Dexter conduit son frère dans la chambre froide où le Tueur de Glace a tué toutes ses victimes et lui tranche la gorge, faisant croire à un suicide à la police criminelle de Miami. Cette perte affectera beaucoup le héros de la série mais il n’avait pas le choix car dans le cas contraire, Brian aurait continué à tuer des personnes innocentes car il n’avait pas bénéficié des leçons de Harry contrairement à Dexter qui observe ce fameux code.

### Personnage récurrent de la saison 2

#### Lila Tournay
Lila Tournay (interprétée par Jaime Murray), artiste et sculpteur, est une immigrée britannique installée aux États-Unis. Elle s'est inscrite aux Drogués Anonymes où elle rencontre Dexter Morgan qu'elle prend sous son aile. Elle est la seule à voir derrière son masque et à deviner ses addictions. Lors d'une escapade à Naples, États-Unis, Lila parvient à empêcher Dexter de commettre un assassinat sur Santos Jimenez. Cette action lui permettra de sortir avec Dexter dont elle est tombée amoureuse. Pour le garder auprès d'elle, elle multiplie les mensonges et les manipulations. Ainsi, Lila incendie son propre appartement, demande à Jimenez de tuer Dexter et porte plainte contre Angel Batista pour viol. Dexter se rend compte du double-jeu de Lila et la quitte. Lila découvre, par l'intermédiaire de Sergent James Doakes, que Dexter n'est autre que le boucher de Bay Harbor. Elle tue Doakes et tente de faire chanter Dexter mais c'est une fois de plus un échec. Elle kidnappe alors Astor et Cody Bennett et attire Dexter dans son appartement avant d'y mettre le feu. Elle fuit ensuite vers la France où Dexter la retrouve à Paris et la tue d'un coup de couteau dans le cœur.

### Personnages récurrents de la saison 3

#### Miguel Prado
Miguel Prado (interprété par Jimmy Smits) est un procureur d'origine cubaine qui officie à Miami et c'est un ami de longue date de LaGuerta. Après que Dexter a tué accidentellement son frère Oscar, Miguel sympathise avec lui sans connaître son lien avec la disparition d'Oscar et lui fait part de ses idées sur la justice telle qu'elle devrait être administrée. Dexter voit peu à peu en lui un ami potentiel et lui dévoile à son tour une partie de ses secrets. Il en vient même à lui apprendre comment tuer sans laisser de trace, il lui enseigne son code, sans se douter que Miguel ne le respectera pas, et se joue de lui depuis le début.
Alors, lorsque Miguel tue Ellen Wolf, avocate spécialisée dans la défense de criminels (mais coupable d'aucun crime ou meurtre direct), Dexter jure sa perte. Il parvient à tuer miguel avant que celui-ci tente d'assassiner Maria Laguerta, bien que poursuivi par George King, l'écorcheur, engagé par Miguel pour le tuer. Il abandonne son corps dans un cimetière, afin de mettre ce meurtre sur le dos de George King.

#### Sylvia Prado
Sylvia Prado est la femme de Miguel Prado. Elle est agente immobilière et Rita et elle vont vite se lier d'amitié. Elle recrute Rita comme assistante après que celle-ci a été renvoyée de son poste de réceptionniste d'hôtel. Lorsque Miguel commence à accompagner Dexter lors de ses meurtres, puis à en commettre lui-même, elle va croire qu'il a une aventure avec LaGuerta. Elle revient dans l'avant-dernier épisode de la saison 8 où elle fait visiter l'appartement de Dexter à un tueur, Oliver Saxon.

#### Fred Bowman "Freebo"
Freebo de son vrai nom Fred Bowman (interprété par Mike Erwin) est un personnage qui n'apparaît que très peu dans la saison 3. Cependant, les conséquences de sa mort font fortement partie de l'intrigue. C'est un trafiquant de drogue qui a tué deux jeunes filles par le passé et que Dexter vise en tout début de saison. Seulement, lorsqu'il arrive pour le tuer, il n'est pas seul : Oscar, le frère de Miguel, est là pour obtenir de la drogue. Ainsi Dexter le tue sans le vouloir.
Freebo n'est pas le plus grand meurtrier de la série, il semble tuer sans remords apparent. Il emploie des jeunes pour surveiller ses planques, tel que Wendell, un jeune avec qui Debra avait réussi à établir un bon contact, mais qui fut tué par l'Ecorcheur. 
Il finira vite sous la lame de Dexter, cependant, il devait de l'argent à l'Ecorcheur, qui tue toute personne en contact avec lui dans le but de le retrouver (sans savoir qu'il est mort depuis longtemps. Il est également recherché par la police de Miami pour le meurtre d'Oscar Prado, puis de sa petite amie Teegan (en fait tuée par l'Ecorcheur). Personnage décédé en début de saison, il sera considéré comme vivant et recherché pendant toute celle-ci.

#### Ramon Prado
Ramon Prado est le frère de Miguel Prado. Il travaille au bureau du shérif de Miami. Son tempérament colérique et ses tendances alcooliques lui joueront des tours dans sa recherche de l'assassin de son frère Oscar. Dexter se servira de cela pour briser la confiance que Miguel a en lui afin que celui-ci ne lui révèle pas le meurtre de Freebo. Finalement, on apprend que Miguel mentait également à son sujet. C'est Ramon et non Miguel qui tentait de protéger leur famille de leur père abusif.

#### Oscar Prado
Oscar Prado est le plus jeune frère de Miguel, tué par Dexter lors du premier épisode de la saison. Il se trouvait chez la cible de Dexter afin de se procurer de la drogue.
Au départ, tout le monde considère qu'il était là pour menacer Freebo, qui vendait de la drogue aux jeunes dont il s'occupait. En fait, c'est un junkie.
Il a une bonne image dans la société, tout comme son frère Miguel.

#### Ellen Wolf
Ellen Wolf est une avocate, et de ce fait régulièrement opposée à Miguel Prado dans des affaires criminelles. Miguel lui en veut personnellement car elle défend aussi bien les coupables que les innocents, ce qui fait que certains coupables sont libérés. Elle reproche à Miguel de prendre des libertés avec la loi dans le but de faire condamner à tout prix les suspects, alors qu'elle-même considère que toute personne, coupable ou non, a droit à un procès équitable. Elle fera part de ses idées et de son opinion concernant Miguel à LaGuerta, et les deux femmes deviendront rapidement amies.
Miguel, après avoir appris auprès de Dexter les ficelles du métier de tueur, s'en prendra sans attendre à Ellen (contre l'avis et en l'absence de Dexter) et cachera son corps dans un cimetière.

#### Jorge Orozco
Surnommé "l'écorcheur", et couramment appelé George King, il est originaire du Nicaragua. Il a fait partie de l'armée résistante et est devenu célèbre pour ses actes de torture. Il est à la recherche de Freebo qui a en fait été tué par Dexter en début de saison. Sa recherche le conduira à prendre Debra en filature car elle aussi est à sa recherche. C'est ainsi qu'il choisira ses victimes : en s'en prenant aux personnes contactées par Debra qui ont eu contact avec Freebo. Il a comme Dexter une sorte de code qui implique le respect : de ce fait, il recherche Freebo car il considère que ne pas payer sa drogue est un manque de respect. Il est le criminel que recherche la police de Miami. Miguel Prado finit par le lancer à la poursuite de Dexter en lui disant que celui-ci sait où se trouve Freebo. Il sera tué par Dexter à la fin de la saison.

### Personnages récurrents de la saison 4

#### Arthur Mitchell
Pour les articles homonymes, voir Arthur Mitchell et Mitchell.
Arthur Mitchell (interprété par John Lithgow) est le Tueur de la trinité, un tueur en série qui sévit à travers les États-Unis depuis plus de trente ans.
Traumatisé par les morts successives de sa sœur (blessée à la cuisse en glissant dans sa baignoire), de sa mère (suicidée en se jetant d'un pont) et de son père (battu à mort dans une ruelle vide), il reproduit le même schéma à chaque passage. Frank Lundy, agent spécial du FBI, remarque les différentes affaires, mais aucun de ses supérieurs n'appuie son travail. Il poursuit donc son enquête seul, et s'y consacre exclusivement à sa retraite. Quand Dexter entend parler de l'affaire, il le retrouve, et découvre avec stupeur qu'Arthur Mitchell n'est pas un homme solitaire mais un père de famille, professeur, membre d'une Église et dirigeant d'une association caritative.
Dexter décide de le suivre et de l'observer pour prendre exemple, avant de découvrir son vrai visage : Arthur a des penchants suicidaires, a une fille cachée, et terrorise sa femme et ses deux enfants pour les garder sous son autorité. Quand Dexter parvient à empêcher le meurtre d'un enfant, Arthur se met à sa poursuite et découvre sa véritable identité. Il décide alors de fuir en emportant tous les biens de sa famille.
Avant que Dexter ne le tue, il parviendra à tuer Rita, la femme de Dexter, dans son bain, laissant leur fils Harrison patauger dans l'eau sanglante.
Ce rôle vaudra à John Lithgow un Golden Globe et un Emmy Award en 2010.
Dans Dexter New blood qui se passe 10 ans après la fin de la saison 8. John Lithgow reprendra son rôle pour un caméo, lors d'un Flashback quand Harrison dit à Dexter qui se souvient de ce qui s'est passé "La mort de Rita" à la fin de la saison 4.

#### Christine Hill
Christine Hill (interprétée par Courtney Ford) est une journaliste qui apparaît au cours de la quatrième saison de la série. Elle entretient une relation amoureuse avec Joey Quinn qui l'aide à écrire quelques articles pour son journal à propos de certaines affaires comme le meurtre des vacanciers. Son but est également d'obtenir une interview auprès de Debra après qu'elle eut été agressée avec Franck Lundy. Sa relation avec Quinn tourne court quand elle est arrêtée par la police puis accusée de meurtre.
Christine cache en réalité un lourd secret. Elle est en fait la fille secrète de Trinité et c'est elle qui attaque Lundy et Debra, voyant que Franck s'apprétait à démasquer son père. Elle est démasquée par Debra qui, après l'expertise montrant que le tueur n'était pas de la même taille que Trinité, décide de la tester en lui mettant sous le nez des photos de Lundy mort, et qui souligne le fait qu'elle a été la première journaliste à arriver sur le lieu du crime alors qu'elle habite à l'autre bout de la ville. À partir de ce moment, elle devient le suspect numéro 1 de la police criminelle. Lors de sa garde à vue, Debra fait quelques révélations concernant ses relations avec son père Arthur. Pendant que les tests ADN en cours montrent des relations de parenté avec Trinité, Christine prend rapidement contact avec son père en lui disant qu'elle a cherché à le couvrir car étant petite, elle l'avait surpris en train de tuer une jeune femme dans sa baignoire et qu'elle connait donc son secret de tueur. Mais ce dernier, l'ayant abandonnée depuis bien des années et ne la voyant qu'une fois par an, refuse de la revoir et de lui adresser la parole. Se sentant seule, elle finit par avouer son crime à Debra et se suicide devant elle en se tirant une balle dans la tête.

#### Jonah Mitchell
Jonah Mitchell est le fils légitime de Arthur Mitchell. À première vue, c'est un jeune homme très ordinaire, très heureux, jusqu'à ce qu'il craque et avoue la vérité à Dexter sur son père : violence envers la famille, etc. Dans un accès de colère, il abîme la voiture de collection de son père. Lorsqu'il rentre pour Thanksgiving, Arthur ne montre rien, mais dès que Dexter a le dos tourné, il se fait casser le doigt par son père. Plus tard dans l'après-midi, lui et son père en viennent aux mains, et Dexter sauve Jonah, manquant de tuer Arthur, balayant de ce fait sa couverture de Kyle Butler. Jonah semble éprouver un profond attachement envers sa mère et sa sœur.
On revoit Jonah lors de la saison 6, épisode 7, alors que Dexter le soupçonne d'avoir pris la relève de son père. En effet, Rebecca, sa sœur, est retrouvée morte dans la baignoire, et sa mère, matraquée à mort en bas de l'escalier. Jonah a, en effet, tué sa mère, cependant, Rebecca s'est suicidée. Jonah provoque Dexter afin que celui-ci le tue, mais Dexter lui laisse la vie sauve, souhaitant qu'il se pardonne à lui-même, s'apercevant que Jonah n'est finalement pas vraiment comme son père.

#### Rebecca Mitchell
Rebecca Mitchell est la fille d'Arthur. Au premier abord, c'est une adolescente modèle, très sage, mais dès que son père a le dos tourné, elle fait des avances à Dexter. Probablement parce qu'Arthur restreint tous les aspects de sa vie privée, sa chambre est garnie de verrous et de barreaux, et c'est davantage celle d'une petite fille. Elle finira par se suicider dans la baignoire, sous les pressions de sa mère qui leur reprochait le comportement de leur père, qu'elle continuait à chérir malgré tout.

#### Sally Mitchell
Sally Mitchell est la femme d'Arthur. Tout comme le reste de la famille, elle paraît très classique au premier abord, en réalité, elle vit dans la peur de son mari, qui n'hésite pas à l'abandonner, sans argent, à la fin de la saison 4. Cependant, en dépit de la peur, et des coups, elle continue à le chérir et accusera ses enfants du comportement de leur père; poussant ainsi sa fille au suicide. Elle sera tuée par Jonah lorsque celui-ci découvrira le corps de Rebecca.

### Personnages récurrents de la saison 5

#### Lumen Ann Pierce
Lumen Ann Pierce (interprétée par Julia Stiles) est venue à Miami pour refaire sa vie, après avoir abandonné son fiancé dans les jours qui précédaient leur mariage. Elle n'a pas de métier ni d'attache en Floride.
Peu après son arrivée, elle est droguée et enlevée par un groupe de psychopathes qui séquestre, viole, torture puis assassine par électrocution des jeunes femmes blondes. Comme elle a coupé les ponts avec sa famille et ses amis, personne ne remarque sa disparition et elle devra son salut à Dexter qui va la découvrir fortuitement alors qu'il vient d'assassiner un des geôliers. Témoin des actes de Dexter, elle le convainc de l'aider à retrouver et à éliminer les autres membres du groupe. Dexter devient ainsi son mentor, l'initiant à son modus operandi, l'héberge dans son ancienne maison, avant de devenir son amant.
Après avoir éliminé avec l'aide de Dexter l'ensemble de ses tortionnaires, elle réalise que ses envies de meurtre ont disparu. Son « Passager noir » est parti. Elle décide alors de quitter Dexter afin de pouvoir tourner la page sur cet épisode sombre de sa vie. 
Elle est l'une des rares personnes "encore en vie" qui savent que Dexter est un tueur en série. On ne sais pas ce qu'elle devient après la saison 5. Elle n'est que mentionné après cela.

#### Jordan Chase
Jordan Chase (interprété par Jonny Lee Miller) est un conférencier et un coach de vie qui encourage ses clients à respecter leurs instincts primaux. Il est aussi le meneur du groupe des cinq hommes qui ont séquestré Lumen.
De son vrai nom Eugene Greer, adolescent, il a poussé quatre de ses amis à violer Emily Birch, une des monitrices d'un camp de vacances où ils se trouvaient tous, sans toutefois intervenir lui-même. Depuis, il les tient sous sa coupe, les faisant enlever des jeunes femmes blondes et séduisantes pour les séquestrer trois jours durant, avant de les tuer, les plonger dans un baril de formol et les abandonner dans un marais. Emily Birch est la seule victime encore en vie — mise à part Lumen, sauvée par Dexter —, et Jordan Chase conserve quelques gouttes de son sang dans un pendentif qu'il garde autour du cou.
Dexter découvre son existence en traquant Boyd Fowler, l'un des complices de Chase qui écoute religieusement ses conférences. Dexter se rapproche de lui pour prouver son implication dans l'affaire, se laissant manipuler et suivant un semblant de thérapie. Quand Chase découvre que Dexter cherche ses secrets, il essaie de le faire arrêter avec Lumen, en vain. Il utilise donc Emily, qu'il contrôle totalement, pour attirer Dexter et Lumen dans un piège. Cependant, furieux de voir que seule Lumen est venue, il est contraint d'agir par lui-même : il tue Emily avec un tisonnier, et enlève Lumen vers le camp de vacances où il l'avait fait séquestrer.
Là, il envisage de la violer, marquant selon lui une évolution de sa personne. Quand Dexter arrive près des lieux, où il a un accident, il le sort de la voiture pour l'amener à Lumen. Chase découvre alors le matériel de Dexter, qui lui plante un couteau dans le pied pour l'immobiliser.
Il meurt poignardé par Lumen, fier d'avoir provoqué le changement de personnalité de la jeune femme. Malgré l'apparition surprise de Debra, il finit comme les autres victimes de Dexter.

#### Stan Liddy
Stan Liddy (interprété par Peter Weller) est un policier, menacé de perdre son poste pour des procédures illégales dans le cadre de son travail. Il voue une haine féroce à LaGuerta, qui a aidé le département des affaires internes à constituer le dossier contre lui. Cela fait de lui un compagnon d'infortune de Joey Quinn, mis à pied par LaGuerta, ce qui va rapprocher les deux hommes.
Pour l'aider, Quinn lui propose de travailler sur son hypothèse, selon laquelle Kyle Butler, suspect dans l'affaire du Tueur de la Trinité, serait Dexter Morgan. Liddy n'hésite pas à faire payer très cher ses services et utilise de fausses demandes pour obtenir du matériel d'écoute. Il découvre ainsi la liaison entre Dexter et Lumen, ainsi que leurs crimes communs. Quand il montre ses découvertes à Quinn, celui-ci s'en désintéresse, maintenant que sa relation avec Debra a pris une grande importance pour lui.
Liddy n'en reste pas là et enlève Dexter, qui avait découvert qu'il était sur écoute. Alors qu'il essaie de le faire passer aux aveux, Dexter parvient à se libérer et le poignarde en plein cœur. Dexter, après avoir évité d'être découvert par Quinn, détruit les preuves, mais ignore qu'une goutte de sang de Liddy est tombée sur la chaussure de Quinn.
Dexter, malgré son inimitié envers Quinn, choisit de le couvrir en l'innocentant.

#### Sonya
Sonya (interprétée par Maria Doyle Kennedy) est la nouvelle baby-sitter de Harrison, le fils de Dexter et Rita. N'apparait qu'au cours de cette saison et, au terme de celle-ci, disparait sans aucune justification « scénaristique ».

### Personnages récurrents de la saison 6

#### Travis Marshall
Travis Marshall (interprété par Colin Hanks) est le tueur en série de la sixième saison. Personnage mystérieux, il est d'abord présenté comme un homme facilement influençable et soumis à la volonté du professeur Gellar et ne pouvant résister à sa sœur. Il prétend suivre aveuglément les préceptes et le code du professeur Gellar, lequel, en réalité, est mort depuis des années (il l'a tué et caché le corps dans un congélateur), et feint de s'être éloigné de lui pour se consacrer à sa sœur et vivre une vie normale. Le dialogue entre eux peut-être assimilé à celui installé entre Dexter et Harry. Sa relation avec sa sœur, à celle que Dexter entretient avec Debra. Quand travis découvre qu'il a tué le professeur Gellar, Dexter dira avec ses mots que le passager noir "James Gellar" et Travis ne sont plus qu'un et se mettra à terminer ce qu'il a commencé. Il tentera de tuer Harrison comme sacrifice pour son dernier tableau, mais Dexter parvient à l'empêcher et à prendre le dessus sur lui avant de le tuer à la fin de la sixième saison.

#### Professeur Gellar
Professeur Gellar (interprété par Edward James Olmos) est un professeur de faculté, dont le passé est assez sombre. Il a été licencié de sa faculté, pour vol d'une épée antique. Il est le mentor de Travis. Dexter le croit d’abord coupable de tous les crimes de Travis, avant de découvrir son corps dans un congélateur, se rendant compte que Gellar est mort depuis 3 ans (avant la saison 6). Ce qui veut dire que Travis est le seul "tueur du jugement dernier" depuis le début.

#### Frère Sam
Frère Sam (interprété par Mos Def) est un ancien gangster, converti au protestantisme (il est pasteur)  
. Il possède un garage où il fait travailler des gangsters en quête de rédemption. 
Dexter est d'abord soupçonneux à son égard du fait qu'il ait déjà tué (d'ailleurs il n'hésite pas à le lui dire), et a été libéré pour vice de procédure. Dexter s'apprêtait même à le tuer, ne croyant pas à sa rédemption, mais il en a vite eu la preuve. Au fur et à mesure, ils commencent à se lier d'amitié. Il se fait malheureusement tirer dessus par Nick, une brebis égarée de son troupeau, et meurt par la suite. Sur son lit de mort, il demande à Dexter de pardonner à Nick. 
Frère Sam marque vraiment Dexter, lui laissant entrevoir qu'un peu de lumière suffit à vaincre l'obscurité ; tout au long de la saison, Dexter repensera à ces paroles, qui dicteront certains de ses agissements ou choix.

#### Ryan Chambers
Ryan Chambers (interprétée par Brea Grant) est une nouvelle assistante de Masuka. Durant sa présence, elle dérobe le bras en plastique du tueur de glace et le met en vente sur internet. Elle est renvoyée lorsque Masuka s'en aperçoit.

#### Lisa Marshall
Lisa Marshall (interprétée par Molly Parker) est la sœur de Travis. Elle ne sait rien des pulsions meurtrières de son frère qu'elle pense sain d'esprit et doux. Elle se fera tuer par Travis pour accomplir le prochain des 7 tableaux "La putain de Babylone".

### Personnages récurrents de la saison 7

#### Isaac Sirko
Isaac Sirko (interprété par Ray Stevenson) est le chef d'un réseau criminel ukrainien, les Koshkas, ayant leur siège à Kiev. Il est raffiné, et dangereux. Dexter parvient à le faire arrêter pour le meurtre de trois Colombiens, mais il est très vite libéré, car Quinn subtilise les preuves qui l'incriminent.
Isaac se livre à Dexter. Il lui révèle qu'il est l'amant de Viktor Baskov et que celui-ci lui manque cruellement. Il kidnappe Hannah afin que Dexter l'aide à tuer les hommes de main lancés à sa poursuite. George les rattrape et celui-ci tue Isaac sur le bateau de la confrérie Koshkas.
Malgré les contentieux qui règnent entre les deux personnages, Isaac et Dexter se comprennent. Il s'avère qu'ils ont des points communs, comme leur façon d'analyser leur proie, ou encore leur maîtrise de soi. Isaac confie à Dexter que dans un contexte différent, ils auraient pu être de très bons amis. À l'article de la mort, Isaac convainc Dexter d'avouer ses sentiments à Hannah et de ne pas faire les mêmes erreurs qu'il a commises avec Viktor.

#### Hannah McKay
Hannah McKay (interprétée par Yvonne Strahovski) est une femme indépendante avec une grande personnalité. Lorsqu'elle avait 15 ans, elle a été complice d'une série de meurtres perpétrés par son petit ami, Wayne Randall. Celui-ci dit d'elle qu'elle a été sa Robin et qu'il avait été Batman. Lorsqu'ils ont été arrêtés, elle a obtenu l'immunité pour tous les crimes commis avec Wayne. Lorsque celui-ci se décide à dire où sont les corps, elle est recontactée, mais refuse tout d'abord la coopération. Elle va cependant aider la Miami Metro Homicide comme le lui conseille son avocat après le suicide de Wayne. Toutefois, celle-ci n'a pas été juste témoin des meurtres, et il semblerait qu'elle ait continué à tuer bien après que Wayne a été arrêté comme le découvrent rapidement Dexter et un écrivain, Sal Price. Dexter souhaite la tuer, il falsifie donc les preuves la concernant. Seulement, au dernier moment, son désir pour elle l'emporte et ils font l'amour. Il explique ensuite à Hannah qui il est. Elle avoue alors utiliser les plantes qu'elle cultive pour en extraire des poisons violents afin de tuer les personnes gênantes pouvant l'incriminer ou lui faire du tort.
Debra veut à tout prix arrêter Hannah pour le meurtre de Sal Price malgré les sentiments que celle-ci a pour Dexter. Lorsque Dexter découvre qu'Hannah a empoisonné Debra, il décide de livrer à sa sœur la preuve qui l'incrimine. Hannah est arrêtée mais parvient à s'échapper lors d'un transfert. Elle retrouve Dexter dans la saison 8 et ensemble prévoient de quitter Miami pour aller vivre en Argentine. Après la disparition de Dexter dans un ouragan qui frappa Miami, Hanna vécut dans une ferme en Argentine pendant sept ans en s’occupant de Harrison, le fils de Dexter. Elle finit par décéder d’un cancer du pancréas 3 ans avant Dexter New blood.

#### George Novikov
George Novikov (interprété par Jason Gedrick) est l'homme de main d'Isaac Sirko. Il gère la boîte de strip-tease où travaille Nadia. Sachant quelles ficelles tirer, il convainc Joey Quinn de faire notamment libérer Isaac en lui promettant un passeport pour Nadia.
Voyant que les délires de vengeance d'Isaac à l'encontre de Dexter risquent de nuire à la confrérie, il appelle des hommes de Kiev afin de le tuer. Avec l'aide de Dexter, Isaac élimine les tueurs lancés à sa poursuite mais est il est rattrapé par George qui le tue sur le bateau de Dexter.
Plus tard, alors qu'il menace d'envoyer Nadia en Ukraine, il est abattu par Joey, qui maquille le crime en acte de légitime défense.

#### Viktor Baskov
Viktor Baskov est un mafieux russe, membre des Koshkas. Mike Anderson le croise sur la route en revenant de l'église où a brûlé Travis Marshall, croyant avoir affaire à un homme en panne de voiture. Viktor a en fait tué une jeune femme, Kaja, qui se trouve dans son coffre. Il tue Mike et lui vole son véhicule. Dexter le retrouve dans un aéroport avant qu'il ne s'envole pour Kiev, et le tue, ce qui lui vaut d'être poursuivi par Isaac et son réseau.

#### Jurg Yeliashkevych
Jurg Yeliashkevych (interprété par Andrew Kirsanov) est le garde du corps personnel d'Isaac Sirko. Chargé d'exécuter les tâches qui nécessitent de se salir les mains, il reste fidèle à son employeur même après que la tête de celui-ci ait été mise à prix par la Confrérie. Il aide son chef à enlever Hannah afin de pousser Dexter à éliminer les tueurs lancés à la poursuite d'Isaac. Pendant qu'il détient Hannah dans la maison d'un Colombien tué par Isaac, la jeune femme parvient à empoisonner la nourriture de Jurg. Mais celui-ci reprend ses esprits et poignarde Hannah au ventre. La jeune femme s'empare alors d'une lampe et frappe violemment Jurg à l'arrière du crâne, ce qui cause immédiatement sa mort.

#### Inspecteur Angie Miller
L’inspecteur Angie Miller (interprétée par Dana L. Wilson) enquêtera sur la mort de Mike Anderson puis sera souvent présente avec l'équipe lors des scènes de crime. Angie est présente dans les deux dernières saisons de la série.

#### Inspecteur Jake Simms
L’inspecteur Jake Simms (interprété par Francisco Viana)

#### Nadia
Nadia (interprétée par Katia Winter) est une strip-teaseuse qui ne laisse pas Joey Quinn indifférent. Au départ, elle l'aide en lui parlant de Kaja, la victime de Viktor, et les Koshkas lui demandent de séduire Joey, ce qu'elle fait, mais en le lui avouant. Il finit par négocier avec le réseau afin d'étouffer l'enquête concernant Viktor, en échange du passeport et de la liberté de Nadia.

#### Sal Price
Sal Price (interprété par Santiago Cabrera) est un auteur qui écrit sur les affaires de meurtres. Il a déjà écrit un roman sur Wayne, et souhaite écrire une suite sur Hannah, persuadé qu'elle aussi a tué. Il se rapprochera de Debra avec qui il va sortir. Ils vont tenter tous les deux de compromettre Hannah McKay.
Se sentant menacée, Hannah parviendra à empoisonner le capuchon du stylo que Sal a l'habitude de mâcher. Sal meurt d'une crise cardiaque dans l'appartement de Dexter peu après avoir ingéré le poison.

### Personnages récurrents de la saison 8

#### Jacob Elway
Interprété par Sean Patrick Flanery
Jacob Elway est un détective privé. C'est aussi le nouveau patron de Debra qui a démissionné de son poste de lieutenant, à qui il laisse une grande liberté d'action sachant qu'elle a de bons résultats.

#### DrEvelyn Vogel
Interprétée par Charlotte Rampling
Dr Evelyn Vogel est une neuro-psychiatre connue mondialement pour être une spécialiste de la psychopathie. Elle a aidé Harry à faire de Dexter ce qu'il est aujourd'hui. Elle a aussi élaboré le code avec Harry pour que Dexter sache cibler ses victimes (soit les criminels, violeurs…). Elle est assassinée par Oliver Saxon à la fin de la saison 8.

#### Niki Walters
Interprétée par Dora Madison Burge
Niki Walters est la fille biologique de Vince Masuka. Elle se présente à lui alors qu'elle a 17 ans. Surpris, celui-ci décidera de s'impliquer dans sa vie et de lui offrir un poste d'assistante au service médico-légal de Miami Metro.

#### Cassie Jollenston
Interprétée par Bethany Joy Lenz
Cassie Jollenston est la nouvelle voisine de Dexter. Jaimie Batista tentera de les lier mais Dexter ne se montrera pas assez entreprenant et elle finira par fréquenter Oliver Saxon. Elle est retrouvée morte, dans les mêmes conditions que les victimes de Zach.

#### Oliver Saxon
Interprété par Darri Ingólfsson
Oliver Saxon est présenté comme le nouveau compagnon de Cassie, jusqu'à sa mort. Dexter découvre qu'il s'agit en réalité de Daniel Vogel, le fils d'Evelyn, dangereux psychopathe qui sévit dans Miami sous le nom du Neuro-Chirurgien.

#### U.S. Marshall Clayton
Interprété par Kenny Johnson
U.S. Marshall Clayton est un agent fédéral qui traque Hannah McKay. Il s'associera à Elway pour poursuivre l'empoisonneuse. Il est assassiné par Oliver Saxon à la fin de la saison 8.

#### Zach Hamilton
Interprété par Sam Underwood
Zach Hamilton est le fils d'un politicien de Miami qui est soupçonné d'avoir tué une femme. Le Dr Vogel suggère à Dexter de lui enseigner le « code de Harry ». Dexter est d'abord réticent mais il se rend compte que Zach est comme lui quand il était plus jeune. Celui-ci est fier de pouvoir le transmettre à quelqu'un d'autre. Tout comme le Dr Evelyn Vogel, celui-ci est assassiné par Oliver Saxon dans la saison 8.